# 王惟一 (医学家)
王惟一（约987年—1067年），又名王惟德，籍贯不详，宋朝医學家，擅長针灸之术。任宋仁宗、宋英宗时的御医。

## 生平
宋仁宗天圣四年（1026年）时，王惟一任太医局翰林医官、朝散大夫、殿中省尚药奉御都骑尉。主持官修《铜人腧穴针灸图经》。
他考订了明堂图经经络孔穴。还奉宋仁宗诏主持设计铸作立体铜人孔穴模型，開創了針灸學的腧穴考試。又参与校正《黄帝八十一难经》。

## 影响
王惟一的杰出贡献，使中国传统的针灸学术得以发展、推广和普及，并纠正了唐代王焘倡灸禁针的谬误。
时至今日，他的著作对当今研究针灸学术仍然有着文献学作用和参考价值。

## 相關影視作品
由CCTV6 電影頻道節目中心出品的《天下第一針》是一齣以王惟一為主題的電影作品，由方軍亮導演，翟小興飾演王惟一。